# بروفيسيو (إزار)
بروفيسيو هي بلدية في إزار في جنوب شرق فرنسا.